# Міанна Берінг
Міанна Берінг (англ. MyAnna Buring; нар. 22 вересня 1979, Сундсвалль, Швеція) — британська акторка шведського походження.
Відома за фільмами «Спуск», «Сутінки Сага: Світанок — Частина 1» і «Сутінки Сага: Світанок — Частина 2», а також за роллю чаклунки Тіссаї у телесеріалі «Відьмак».

## Біографія
Міанна Берінг народилася 22 вересня 1979 року в Швеції, зросла на Близькому Сході — в Омані, де відвідувала середню школу американсько-британської академії разом зі своїм другом дитинства, нині режисером фільмів жахів і актором Стегатом Дорром. У 16 років Міанна переїхала в Англію, а в 2004 році закінчила Лондонську академію музики і драматичного мистецтва, а заодно стала заступницею директора лондонського театру MahWaff.

## Кар'єра
Її першою роллю стала епізодична роль в серіалі «Запобігання злочину» в 2004 році. У 2006 році Міанна зіграла в одному з епізодів серіалу «Доктор Хто», і, хоча її героїня швидко загинула у відкритому космосі, акторка набула непростого досвіду підводних зйомок, необхідних для реалістичного руху тіла у вакуумі.
Потім у 2005 році знялася в Ніла Маршалла в фільмі жахів «Спуск».

## Особисте життя
У травні 2017 року народила сина. Для Бурінг дуже важлива приватність, вона не поспішає розголошувати подробиці свого особистого життя.

## Фільмографія

### Фільми
| Рік  |    | Українська назва                    | Оригінальна назва                         | Роль                              |
| ---- | -- | ----------------------------------- | ----------------------------------------- | --------------------------------- |
| 2005 | ф  | Спуск                               | The Descent                               | Сем                               |
| 2006 | ф  | Омен                                | Omen                                      | репортерка                        |
| 2007 | ф  | Грайндхаус                          | Grindhouse                                | головна героїня (сегмент «Don't») |
| 2007 | кф |                                     | English Language (with English Subtitles) | Естер                             |
| 2008 | ф  | Судний день                         | Doomsday                                  | Келлі                             |
| 2008 | ф  | Багряна імла                        | Freakdog                                  | Шелбі                             |
| 2008 | ф  | Знак темряви                        | Credo                                     | Еліс                              |
| 2009 | ф  | Убивці вампірок-лесбійок            | Lesbian Vampire Killers                   | Лотті                             |
| 2009 | ф  | Спуск 2                             | The Descent Part 2                        | Сем                               |
| 2009 | ф  | Міські щури                         | City Rats                                 | Семмі                             |
| 2010 | кф |                                     | Half Hearted                              | Лорен                             |
| 2010 | ф  | Диявольські ігри                    | Devil's Playground                        | Анджела                           |
| 2011 | ф  | Список смертників                   | Kill List                                 | Шел                               |
| 2011 | ф  | Сутінки. Сага. Світанок: Частина 1  | The Twilight Saga: Breaking Dawn – Part 1 | Таня Деналі                       |
| 2012 | ф  | Сутінки. Сага. Світанок: Частина 2  | The Twilight Saga: Breaking Dawn – Part 2 | Таня Деналі                       |
| 2014 | ф  | Гієна                               | Hyena                                     | Ліза                              |
| 2014 | ф  | Загублені в Карастані               | Lost in Karastan                          | Чуплан                            |
| 2015 | ф  | Hot Property                        | Hot Property                              | Мелоді Манро                      |
| 2016 | ф  | Керівництво з виживання для коміків | The Comedian's Guide to Survival          | Нелл                              |
| 2019 | ф  | Державні таємниці                   | Official Secrets                          | Джасмін                           |
| 2019 | ф  | Клуб анонімних кілерів              | Killers Anonymous                         | Джоанна                           |
| 2023 | ф  | 97 Хвилин                           | 97 Minutes                                | Тоїн                              |
| 2025 | ф  | Останній подих                      | Last Breath                               | Ханна                             |

### Телебачення
| Рік       |    | Українська назва              | Оригінальна назва                 | Роль                                                      |
| --------- | -- | ----------------------------- | --------------------------------- | --------------------------------------------------------- |
| 2004      | с  | Запобігання злочину           | Murder Prevention                 | Мішель Вайн (епізод «Last Man Out: Part 1»)               |
| 2004      | с  | Катастрофа                    | Casualty                          | Кірсті Моррісон (епізод «Past Imperfect»)                 |
| 2006      | с  | Доктор Хто                    | Doctor Who                        | Скотті Маніста (епізод «Неможлива планета»)               |
| 2007      | с  | Чисто англійське вбивство     | The Bill                          | Кім Гейс (епізод «Stealth Attack»)                        |
| 2008      | с  | Убивства в Мідсомері          | Midsomer Murders                  | Менді (епізод «Midsomer Life»)                            |
| 2008      | с  | Не ті двері                   | Wrong Door                        | різні ролі (5 епізодів)                                   |
| 2010      | тф | Вітчвіль: Місто відьом        | Witchville                        | Джозефа                                                   |
| 2010      | с  | Інспектор Джордж Джентлі      | Inspector George Gently           | Адріана Дойл (епізод «Peace & Love»)                      |
| 2010      | с  | Серце кожної людини           | Any Human Heart                   | Інгеборга (1 епізод)                                      |
| 2011      | тф | Дивовижне виверження          | Super Eruption                    | Клер                                                      |
| 2012      | с  | Відключка                     | Blackout                          | Сільві (3 епізоди)                                        |
| 2012      | с  | Біла спека                    | White Heat                        | Ліллі (6 епізодів)                                        |
| 2012      | с  | Отруйне дерево                | The Poison Tree                   | Карен Кларк (3 епізоди)                                   |
| 2012—2013 | с  | Абатство Даунтон              | Downton Abbey                     | Една Брейтвейт (5 епізодів)                               |
| 2012—2016 | с  | Вулиця різника                | Ripper Street                     | Лонг Сьюзен (34 епізоди)                                  |
| 2013      | с  | Міс Марпл Агати Крісті        | Agatha Christie's Marple          | Лакі Дайсон (епізод «Карибська таємниця»)                 |
| 2013      | с  | Перетинаючи межу              | Crossing Lines                    | Аніка (епізоди «The Animals», «Desperation & Desperados») |
| 2014      | с  | Велика війна: Народна історія | The Great War: The People's Story | Дороті Лоуренс (епізод «Reg, Alan, James and Dorothy»)    |
| 2015      | с  | Здобич                        | Prey                              | Джулс Хоуп (3 епізоди)                                    |
| 2015      | с  | Даг                           | Dag                               | Енн (4-й сезон)                                           |
| 2015      | с  | Вигнанці                      | Banished                          | Елізабет Квінн (7 епізодів)                               |
| 2017      | с  | У темряві                     | In the Dark                       | Хелен Вікс (4 епізоди)                                    |
| 2019—2023 | с  | Відьмак                       | The Witcher                       | Тіссая де Вріс (1-3 сезони)                               |
| 2020      | с  | Отруєння в Солсбері           | The Salisbury Poisonings          | Доун Стаджесс (3 епізоди)                                 |
| 2022      | мс | Первісний                     | Primal                            | Рікка (епізод «The Red Mis»)                              |
| 2022      | тф | Граф Магнус                   | Count Magnus                      | Фрокен де ла Гарді                                        |
| 2022—2024 | с  | Нічні виклики                 | The Responder                     | Кейт Карсон (9 епізодів)                                  |
| 2025      | с  | Незабутий                     | Unforgotten                       | Кейт Карсон (6 епізодів)                                  |

### Відеоігри
| Рік  |    | Українська назва                          | Оригінальна назва                         | Роль           |
| ---- | -- | ----------------------------------------- | ----------------------------------------- | -------------- |
| 2016 | вг | The Witcher 3: Wild Hunt – Blood and Wine | The Witcher 3: Wild Hunt – Blood and Wine | Анна-Генрієтта |

## Номінації та нагороди
- 2011 — номінація на премію «British Independent Film Awards» в категорії «Найкраща акторка» за роль у фільмі «Список смертників».
- 2011 — премія «Puchon International Fantastic Film Festival» в категорії «Найкраща акторка» за роль у фільмі «Список смертників».